# Liste der Kulturdenkmale in Berlin-Gropiusstadt

Lage von Gropiusstadt in Berlin

In der Liste der Kulturdenkmale von Gropiusstadt sind die Kulturdenkmale des Berliner Ortsteils Gropiusstadt im Bezirk Neukölln aufgeführt.

## Denkmalbereiche (Gesamtanlagen)
| Nr.      | Lage                                                                  | Offizielle Bezeichnung                              | Beschreibung | Bild                              |
| -------- | --------------------------------------------------------------------- | --------------------------------------------------- | --- | --------------------------------- |
| 09050617 | Fritz-Erler-Allee 86–94 (Lage)                                        | Walter-Gropius-Schule                               | Hauptgebäude, 1965–1969 von Walter Gropius und The Architects Collaborative                                                        | Walter-Gropius-Schule             |
| 09050617 | Fritz-Erler-Allee 86–94 (Lage)                                        | Walter-Gropius-Schule                               | 5 Klassentrakte |                                   |
| 09050617 | Fritz-Erler-Allee 86–94 (Lage)                                        | Walter-Gropius-Schule                               | Schulflachbau |                                   |
| 09050617 | Fritz-Erler-Allee 86–94 (Lage)                                        | Walter-Gropius-Schule                               | Turnhalle |                                   |
| 09096042 | Fritz-Erler-Allee 110/116 Lipschitzallee 41/49 Wildmeisterdamm (Lage) | Gropiushaus                                         | Wohnhochhaus, 1966–1974 von Walter Gropius und The Architects Collaborative (siehe auch Gartendenkmal Gartenhof)                   | Gropiushaus                       |
| 09096042 | Fritz-Erler-Allee 110/116 Lipschitzallee 41/49 Wildmeisterdamm (Lage) | Gropiushaus                                         | Parkhaus | Parkhaus vor dem Gropiushaus      |
| 09096042 | Fritz-Erler-Allee 110/116 Lipschitzallee 41/49 Wildmeisterdamm (Lage) | Gropiushaus                                         | Milchpavillon | Milchpavillon vor dem Gropiushaus |
| 09020005 | Lipschitzallee 7 Rudower Straße 172, 176 (Lage)                       | Ev. Dreieinigkeitskirche, Gemeindehäuser, Pfarrhaus | Kirche, 1969–1971 von Reinhold Barwich; Die Grundsteinlegung erfolgte am 15. Mai 1969. Die Kirchweihe fand am 20. Juni 1971 statt. | Dreieinigkeitskirche              |
| 09020005 | Lipschitzallee 7 Rudower Straße 172, 176 (Lage)                       | Ev. Dreieinigkeitskirche, Gemeindehäuser, Pfarrhaus | Pfarrhaus |                                   |
| 09020005 | Lipschitzallee 7 Rudower Straße 172, 176 (Lage)                       | Ev. Dreieinigkeitskirche, Gemeindehäuser, Pfarrhaus | Gemeindehaus |                                   |

## Baudenkmale
| Nr.      | Lage                                           | Offizielle Bezeichnung     | Beschreibung | Bild                 |
| -------- | ---------------------------------------------- | -------------------------- | --- | -------------------- |
| 09090331 | Baumläuferweg 57 Goldammerstraße (Lage)        | Jungfernmühle              | Erbaut 1892, 1992–1993 rekonstruiert; Die Jungfernmühle ist die älteste erhaltene Mühle der Stadt aus dem Jahr 1757 (andere Angaben 1753). Das Untergeschoss ist in gelben Ziegel erbaut, der obere Teil ist mit Holzschindeln verkleidet. Heute befindet sich in der Mühle ein Restaurant. | Jungfernmühle        |
| 09020007 | Lipschitzallee 74 (Lage)                       | Kath. St.-Dominicus-Kirche | Kirche, 1975–1977 von Hans Schädel und Hermann Jünemann | St. Dominicus-Kirche |
| 09020007 | Lipschitzallee 74 (Lage)                       | Kath. St.-Dominicus-Kirche | Flachbau |                      |
| 09020007 | Lipschitzallee 74 (Lage)                       | Kath. St.-Dominicus-Kirche | Wohngebäude |                      |
| 09020007 | Lipschitzallee 74 (Lage)                       | Kath. St.-Dominicus-Kirche | Kita |                      |
| 09097864 | Zwickauer Damm Gürtlerweg Sattlerstraße (Lage) | U-Bahnhof Zwickauer Damm   | Bahnsteig, 1967–1969, Eröffnung 1970, von Rainer Gerhard Rümmler |                      |
| 09097864 | Zwickauer Damm Gürtlerweg Sattlerstraße (Lage) | U-Bahnhof Zwickauer Damm   | Zugangsgebäude |                      |

## Gartendenkmale
| Nr.      | Lage                                                                  | Offizielle Bezeichnung      | Beschreibung | Bild        |
| -------- | --------------------------------------------------------------------- | --------------------------- | --- | ----------- |
| 09096041 | Fritz-Erler-Allee 112/116 Lipschitzallee 43/49 Wildmeisterdamm (Lage) | Gartenhof des Gropiushauses | ca. 1973–1974 von Walter Gropius und The Architects Collaborative mit Helmut Bournot (siehe auch Gesamtanlage Gropiushaus) | Gropiushaus |